# Fernando Belluschi
Fernando Daniel Belluschi (Los Quirquinchos, 10 settembre 1983) è un calciatore argentino, centrocampista dell'Estudiantes Río Cuarto.

## Biografia
È soprannominato Cabezón,, tano come abbreviazione de l'italiano per le origini pavesi del bisnonno paterno, e Samurai per assonanza alla saga Samurai Night Fever di John Belushi.

## Caratteristiche tecniche
Centrale di grande qualità tecnica capace di giocate ad alto livello, molto abile come marcatore sa adattarsi anche come trequartista o ala destra.

## Carriera

### Club
Inizia con il Newell's Old Boys, passando in seguito al River Plate.
Il 29 dicembre 2007 è stato ufficialmente ceduto all'Olympiakos Pireo, squadra greca che disputerà gli ottavi di finale di Champions League contro il Chelsea.
Il 6 luglio 2009 passa alla società portoghese del Porto, con cui firma un contratto di quattro anni.
Il 31 gennaio 2012 passa in prestito alla società italiana del Genoa con diritto di riscatto fissato a 3,5 milioni di euro, che diventeranno 5 in caso di qualificazione della squadra alla prossima Europa League.. Fa il suo esordio in Serie A il 5 febbraio 2012 nella sfida casalinga del Genoa sostituendo l'ex della partita Giuseppe Sculli. Realizza il suo primo gol in rossoblu il 25 marzo nella partita contro la Fiorentina, terminata 2-2.
Il 25 agosto 2012 viene ufficializzato il suo passaggio al Bursaspor per 2,5 milioni di euro.

### Nazionale
Ha esordito in Nazionale nel 2005, restando per vari periodi e venendo convocato saltuariamente fino al 2017 riuscendo a raccogliere 6 presenze.

## Statistiche

### Presenze e reti nei club
Statistiche aggiornate al 20 marzo 2017.
| Stagione                 | Squadra                  | Campionato               | Campionato | Campionato | Coppe nazionali | Coppe nazionali | Coppe nazionali | Coppe continentali | Coppe continentali | Coppe continentali | Altre coppe | Altre coppe | Altre coppe | Totale | Totale |
| Stagione                 | Squadra                  | Comp                     | Pres       | Reti       | Comp            | Pres            | Reti            | Comp               | Pres               | Reti               | Comp        | Pres        | Reti        | Pres   | Reti   |
| ------------------------ | ------------------------ | ------------------------ | ---------- | ---------- | --------------- | --------------- | --------------- | ------------------ | ------------------ | ------------------ | ----------- | ----------- | ----------- | ------ | ------ |
| 2002-2003                | Newell's Old Boys        | PD                       | 10         | 1          | -               | -               | -               | -                  | -                  | -                  | -           | -           | -           | 10     | 1      |
| 2003-2004                | Newell's Old Boys        | PD                       | 12         | 1          | -               | -               | -               | -                  | -                  | -                  | -           | -           | -           | 12     | 1      |
| 2004-2005                | Newell's Old Boys        | PD                       | 33         | 8          | -               | -               | -               | -                  | -                  | -                  | -           | -           | -           | 33     | 8      |
| 2005-2006                | Newell's Old Boys        | PD                       | 35         | 11         | -               | -               | -               | CS                 | 9                  | 0                  | -           | -           | -           | 44     | 11     |
| Totale Newell's Old Boys | Totale Newell's Old Boys | Totale Newell's Old Boys | 90         | 25         |                 | -               | -               |                    | 9                  | 0                  |             | -           | -           | 99     | 25     |
| 2006-2007                | River Plate              | PD                       | 36         | 6          | -               | -               | -               | CL                 | 8                  | 0                  | -           | -           | -           | 44     | 6      |
| 2007-gen. 2008           | River Plate              | PD                       | 12         | 7          | -               | -               | -               | CL                 | 6                  | 0                  | -           | -           | -           | 18     | 7      |
| Totale River Plate       | Totale River Plate       | Totale River Plate       | 48         | 13         |                 | -               | -               |                    | 14                 | 0                  |             | -           | -           | 62     | 13     |
| gen.-giu. 2008           | Olympiacos               | SL                       | 11         | 1          | CG              | 3               | 0               | UCL                | 2                  | 0                  | SG          | -           | -           | 16     | 1      |
| 2008-2009                | Olympiacos               | SL                       | 25         | 5          | CG              | 6               | 1               | UCL+CU             | 1+7                | 1+1                | -           | -           | -           | 39     | 8      |
| Totale Olympiakos        | Totale Olympiakos        | Totale Olympiakos        | 36         | 6          |                 | 9               | 1               |                    | 10                 | 2                  |             | -           | -           | 55     | 9      |
| 2009-2010                | Porto                    | PL                       | 27         | 3          | CP+CdL          | 5+3             | 1+1             | UCL                | 4                  | 0                  | SP          | 1           | 0           | 40     | 5      |
| 2010-2011                | Porto                    | PL                       | 26         | 2          | CP+CdL          | 4+2             | 1+0             | UEL                | 12                 | 1                  | SP          | 1           | 0           | 45     | 3      |
| 2011-gen. 2012           | Porto                    | PL                       | 16         | 1          | CP+CdL          | 2+2             | 0+0             | UCL                | 5                  | 0                  | SP+SU       | 1+1         | 0+0         | 27     | 1      |
| Totale Porto             | Totale Porto             | Totale Porto             | 69         | 6          |                 | 18              | 3               |                    | 21                 | 1                  |             | 4           | 0           | 112    | 10     |
| gen.-giu. 2012           | Genoa                    | A                        | 14         | 1          | CI              | -               | -               | -                  | -                  | -                  | -           | -           | -           | 14     | 1      |
| 2012-2013                | Bursaspor                | SL                       | 30         | 5          | TK              | 3               | 1               | UEL                | -                  | -                  | -           | -           | -           | 33     | 6      |
| 2013-2014                | Bursaspor                | SL                       | 27         | 3          | TK              | 9               | 1               | UEL                | 1                  | 0                  | -           | -           | -           | 37     | 4      |
| 2014-2015                | Bursaspor                | SL                       | 32         | 3          | TK              | 9               | 1               | UEL                | 1                  | 0                  | -           | -           | -           | 42     | 4      |
| Totale Bursaspor         | Totale Bursaspor         | Totale Bursaspor         | 89         | 11         |                 | 21              | 3               |                    | 2                  | 0                  |             | -           | -           | 112    | 14     |
| 2015-gen. 2016           | Cruz Azul                | PD                       | 8          | 0          | CM              | 0               | 0               | -                  | -                  | -                  | -           | -           | -           | 8      | 0      |
| 2016                     | San Lorenzo              | PD                       | 14         | 2          | CA              | 1               | 1               | CL+CS              | 5+6                | 0+1                | SA          | 1           | 1           | 27     | 5      |
| 2016-2017                | San Lorenzo              | PD                       | 26         | 6          | CA              | 4               | 1               | CL                 | 10                 | 2                  | -           | -           | -           | 40     | 9      |
| 2017-2018                | San Lorenzo              | PD                       | 15         | 2          | CA              | 2               | 0               | CS                 | 0                  | 0                  |             | -           | -           | 17     | 2      |
| Totale San Lorenzo       | Totale San Lorenzo       | Totale San Lorenzo       | 55         | 10         |                 | 7               | 2               |                    | 21                 | 3                  |             | 1           | 1           | 84     | 16     |
| Totale carriera          | Totale carriera          | Totale carriera          | 409        | 72         |                 | 55              | 9               |                    | 77                 | 6                  |             | 5           | 1           | 546    | 88     |

### Cronologia presenze e reti in nazionale
| Cronologia completa delle presenze e delle reti in nazionale ― Argentina | Cronologia completa delle presenze e delle reti in nazionale ― Argentina | Cronologia completa delle presenze e delle reti in nazionale ― Argentina | Cronologia completa delle presenze e delle reti in nazionale ― Argentina | Cronologia completa delle presenze e delle reti in nazionale ― Argentina | Cronologia completa delle presenze e delle reti in nazionale ― Argentina | Cronologia completa delle presenze e delle reti in nazionale ― Argentina | Cronologia completa delle presenze e delle reti in nazionale ― Argentina |
| Data                                                                     | Città                                                                    | In casa                                                                  | Risultato                                                                | Ospiti                                                                   | Competizione                                                             | Reti                                                                     | Note                                                                     |
| ------------------------------------------------------------------------ | ------------------------------------------------------------------------ | ------------------------------------------------------------------------ | ------------------------------------------------------------------------ | ------------------------------------------------------------------------ | ------------------------------------------------------------------------ | ------------------------------------------------------------------------ | ------------------------------------------------------------------------ |
| 9-3-2005                                                                 | Los Angeles                                                              | Argentina                                                                | 1 – 1                                                                    | Messico                                                                  | Amichevole                                                               | -                                                                        | 46’                                                                      |
| 18-4-2007                                                                | Mendoza                                                                  | Argentina                                                                | 0 – 0                                                                    | Cile                                                                     | Amichevole                                                               | -                                                                        | 82’                                                                      |
| 29-3-2011                                                                | San José                                                                 | Costa Rica                                                               | 0 – 0                                                                    | Argentina                                                                | Amichevole                                                               | -                                                                        | 46’                                                                      |
| 1-6-2011                                                                 | Abuja                                                                    | Nigeria                                                                  | 4 – 1                                                                    | Argentina                                                                | Amichevole                                                               | -                                                                        | 55’ 61’                                                                  |
| 5-6-2011                                                                 | Varsavia                                                                 | Polonia                                                                  | 2 – 1                                                                    | Argentina                                                                | Amichevole                                                               | -                                                                        | 46’                                                                      |
| 14-11-2017                                                               | Krasnodar                                                                | Argentina                                                                | 2 – 4                                                                    | Nigeria                                                                  | Amichevole                                                               | -                                                                        | 63’                                                                      |
| Totale                                                                   |                                                                          | Presenze                                                                 | 6                                                                        |                                                                          | Reti                                                                     | 0                                                                        |                                                                          |

## Palmarès

### Club

#### Competizioni nazionali
- Campionato argentino: 1

Newell's Old Boys: Apertura 2004
- Campionato greco: 2

Olympiakos: 2007-2008, 2008-2009
- Coppa di Grecia: 2

Olympiakos: 2007-2008, 2008-2009
- Supercoppa di Grecia: 1

Olympiakos: 2007
- Campionato portoghese: 1

Porto: 2010-2011
- Coppa di Portogallo: 2

Porto: 2009-2010, 2010-2011
- Supercoppa di Portogallo: 2

Porto: 2009, 2010
- Supercopa Argentina: 1

2015

#### Competizioni internazionali
- UEFA Europa League: 1

Porto: 2010-2011

### Individuale
- Equipo Ideal de América: 1

2007
- Calciatore argentino dell'anno: 1

2016